# Egbert Swensson
Egbert Swensson (* 24. Mai 1956 in Eggesin) ist ein ehemaliger deutscher Segelsportler, der für die Deutsche Demokratische Republik antrat.

## Sportliche Laufbahn
Egbert Swensson versuchte sich zuerst als Wasserspringer und wechselte 1970 zum Segeln. 1975 bildete er beim SC Empor Rostock mit Jörn Borowski eine Crew in der 470er Jolle, die bei Jörns Vater Paul Borowski trainierte. 1976 und 1977 gewannen die beiden ihre ersten beiden Meistertitel, weitere folgten 1979, 1980 und 1982.
Ihren ersten internationalen Titel gewannen die beiden 1980 bei den Europameisterschaften. Bei der olympischen Regatta 1980 vor Tallinn siegten die Brasilianer Eduardo Penido und Marcos Soares knapp vor den beiden Rostockern und den Finnen Jouko Lindgren und Georg Tallberg. Auch bei den Europameisterschaften 1981 gewannen Borowski und Swensson die Silbermedaille, diesmal hinter den Italienern Tommaso und Enrico Chieffi. Ihren größten Erfolg feierten Borowski und Swensson, als sie 1982 vor Cascais den Weltmeistertitel gewannen. 1983 folgte der nach 1980 zweite Europameistertitel.
Swensson studierte Elektronik und ist Diplom-Ingenieur für Kybernetik und Automatisierungstechnik. Er war in der Forschung an der Ingenieurhochschule für Seefahrt in Warnemünde tätig. Später gründete er ein Ingenieurbüro im Rostocker Alten Hafen.